# 赵九成
赵九成，明朝弘治年间围棋国手
。浙江鄞县人。

## 经历
赵九成是明朝诸生。在太学念书时，性情桀骜不羁，糟他人诬告而被老师开除。从此决意仕途。因下得一手好棋，去京师（今北京）游历时，击败京师各路高手，名震京师。明孝宗听闻后，在大内燕殿特设棋局，让当世围棋高手轮番挑战赵九成，结果赵氏棋技果然压倒他们，而赵氏的棋路多出古棋谱外，可见他在围棋下法上的创新。明孝宗称赞他：“真国手也！”，并御赐官衔，成为鸿胪寺序班，供御在内府。是楼得达之后，范洪之前明廷的国手。